# Saint-Romain-le-Puy
Saint-Romain-le-Puy är en kommun i departementet Loire i regionen Auvergne-Rhône-Alpes i centrala Frankrike. Kommunen ligger i kantonen Saint-Just-Saint-Rambert som tillhör arrondissementet Montbrison. År 2022 hade Saint-Romain-le-Puy 4 121 invånare.

## Befolkningsutveckling
Antalet invånare i kommunen Saint-Romain-le-Puy
| Referens: INSEE |